# Rumo Logística
Pour les articles homonymes, voir ALL.
Rumo ou Rumo Logística, anciennement connue sous le nom d'América Latina Logística (ALL), est une société privée brésilienne de logistique, principalement axée sur la logistique ferroviaire au Brésil. En tant que plus grande société d'Amérique latine dans ce segment, la société fournit également des services de transport tels que la logistique, le transport intermodal, les opérations portuaires, le mouvement et le stockage de marchandises, l'administration des installations de stockage et le stockage général. Elle est également impliquée dans la location d'équipements ferroviaires à des tiers et offre des services de transport routier au Brésil par le biais d'América Latina Logística Intermodal S.A.

## Histoire
La société a été fondée sous le nom de Ferrovia Sul Atlântico en 1997 et a son siège à Curitiba, dans l'État du Paraná. Dans le cadre d'un processus de privatisation, elle a commencé à exploiter des lignes dans les États du Paraná, de Santa Catarina et de Rio Grande do Sul. Elle commence à opérer dans l'État de São Paulo en 1998, et acquiert plus tard (2001) Delara Ltda, une société brésilienne de logistique opérant également en Argentine, au Chili et en Uruguay. Les opérations s'étendent au Mato Grosso et au Mato Grosso do Sul par le biais d'une acquisition en 2006. Il existe des connexions avec les réseaux ferroviaires à écartement standard du Paraguay et de l'Uruguay et avec le réseau à écartement métrique de 1 000 mm au Brésil.
La société a pris son nom actuel après l'acquisition de ses intérêts ferroviaires en Argentine en 1999. Là, elle s'est associée à Railroad Development Corporation et au gouvernement argentin jusqu'en juin 2013 pour l'exploitation de deux services de fret :
- ALL Mesopotámica exploitait le réseau à écartement standard de 1 435 mm construit par les compagnies ferroviaires britanniques Entre Ríos et Argentino del Este, qui s'étend au nord de la ville de Buenos Aires dans les provinces d'Entre Ríos, Corrientes et Misiones. Ces lignes avaient été intégrées au chemin de fer public General Urquiza après la nationalisation des chemins de fer en 1948. Avec la privatisation de l'ensemble du réseau ferroviaire argentin, le chemin de fer Urquiza, long de 2 739 km, a été concédé à la société privée Ferrocarril Mesopotámico - General Urquiza S.A. le 22 octobre 1993[1].

- ALL Central exploitait le réseau à voie large de 1 676 mm par la société britannique Buenos Aires and Pacific Railway, qui s'étend vers l'ouest depuis la ville de Buenos Aires jusqu'aux provinces occidentales de Mendoza et San Juan. Après la nationalisation, ces lignes ont été intégrées au chemin de fer d'État San Martín. Les 5 284 km étaient auparavant exploités par la société privée Buenos Aires al Pacífico - San Martín S.A. (BAP) qui a pris le relais le 26 août 1993[1].

Le 4 juin 2013, le gouvernement argentin annule les concessions d'ALL en raison de violations du contrat en n'investissant pas et en accumulant des amendes d'une valeur de 30 % de la concession. Le chef de Trenes Especiales Argentinos, qui avait exploité des services de passagers sur le chemin de fer General Urquiza, a publiquement soutenu la décision, affirmant qu'ALL était responsable de la détérioration du réseau à écartement standard.
ALL exploite une filiale nommée Brado Logistics qui gère le fret intermodal. 